# Écija
Écija är en kommun i Spanien. Den ligger i provinsen Provincia de Sevilla och regionen Andalusien, i den södra delen av landet, 300 km söder om huvudstaden Madrid. Antalet invånare är 40 683. Arean är 976 kvadratkilometer. Écija gränsar till La Carlota, Santaella, Estepa, Herrera, Marinaleda, El Rubio, Osuna, La Lantejuela, Marchena, Fuentes de Andalucía, La Luisiana, Cañada Rosal, Palma del Río, Fuente Palmera, Hornachuelos och Guadalcázar.
Terrängen i Écija är lite kuperad.